# Robin Turner
Robin David Turner (ur. 10 września 1955 w Carlisle) – angielski piłkarz grający na pozycji napastnika. Wieloletni gracz Ipswich Town.

## Kariera piłkarska
Robin Turner urodził się w Carlisle, jednak karierę rozpoczął w juniorach Ipswich Town (triumf w FA Youth Cup w 1973 roku), w którym w 1975 roku podpisał profesjonalny kontrakt i występował do 1984 roku. Jednak w czasie pobytu w klubie nie zdołał wywalczyć miejsca w pierwszym składzie zespołu, bowiem w barwach klubu rozegrał zaledwie 48 meczów ligowych i strzelił 2 bramki, co jednak nie przeszkodziło mu w zdobyciu cennych osiągnięć: dwukrotne wicemistrzostwo Anglii (1981, 1982), Puchar Anglii (1978) oraz Puchar UEFA (1981).
Następnie reprezentował następujące kluby: Swansea City (1984–1985), Colchester United (1985–1986), Bury Town, gdzie zakończył piłkarską karierę.

## Sukcesy

### Ipswich Town
- Wicemistrz Anglii: 1981, 1982
- Puchar Anglii: 1978
- Puchar UEFA: 1981
- FA Youth Cup: 1973

## Film
Robin Turner w 1981 roku zagrał wraz z niektórymi kolegami z Ipswich Town i gwiazdami piłki nożnej m.in. Pelé i Kazimierzem Deyną w amerykańskiej produkcji - Ucieczka do zwycięstwa, wcielając się w rolę gracza reprezentacji Niemiec.